# Los Sims 2: comparten piso
Los Sims 2: Comparten piso (título original: The Sims 2: Apartment Life) es la octava y última expansión para el juego de simulación social Los Sims 2. El prelanzamiento se inició el 27 de agosto de 2008 a través de la tienda de EA. La expansión fue lanzada definitivamente al público el 4 de septiembre de 2008.
En Los Sims 2: Y sus hobbies y Los Sims 2: Cocina y Baño Diseño de Interiores Accesorios aparecía anunciada esta nueva expansión: la magia vuelve a Los Sims y estos podrán tener relaciones con los vecinos que viven en el mismo apartamento o bloque. Además, se ha implantado un nuevo sistema de reputación.

## Novedades

### Vivir en un apartamento
Con esta expansión se pueden crear bloques de varios pisos y alojar hasta cuatro familias en cada bloque. Los Sims pueden vivir solos en su apartamento o buscarse un compañero de piso que les ayude a pagar el alquiler. Si este se encuentra satisfecho, el jugador obtendrá recompensas especiales.

### Barrio
Esta expansión añade un nuevo barrio pre-diseñado, Cala Belladona. Cuenta con muchos apartamentos y adosados. Existen otros edificios en este barrio, como un campamento de caravanas, bibliotecas, cafeterías y tiendas de abarrotes, además de varios parques. El punto de encuentro del barrio es una estatua de Elvira Lápida (un personaje ficticio de Los Sims, que en Los Sims 2 se dice que desapareció misteriosamente y ahora deambula por el barrio Las Rarezas). También puedes tirarte con el paracaídas a través de tu helicóptero.

### Nuevas interacciones
Esta expansión añade estas nuevas interacciones sociales, "Chocar las palmas", "Apretón de manos duro" "Besito y besito" "Abrazo terrozo" y "Fingir". Los niños tienen nuevas interacciones especiales para usar con otros niños, como el "Corro de la patata". Si un sim en un apartamento y los del apartamento de al lado le molestan, este podrá pegar golpes en la pared. Para hacer ejercicio hay una nueva interacción de "Saltar a la comba". También los sims podrán lavarse la cara y cepillarse los dientes.

### Brujería
Esta expansión da la oportunidad de convertirse en brujos o brujas. Los Sims podrán optar por ser brujos buenos, neutrales o malos, cada uno de los cuales tiene un único traje (blanco, marrón y negro, respectivamente). Los brujos atrozmente malvados también podrán tener la piel de color verde y los brujos infaliblementes buenos podrán tener puntitos amarillos en la piel. También existen solares comunitarios secretos para los brujos buenos y malos. 
Los brujos pueden utilizar diversos objetos mágicos, entre ellos escobas y calderos. Los hechizos pueden ser lanzados mediante reactivos mágicos, estos son: escamas de dragón, esencia de luz, ojo de tritón, polvo místico, rayos de luna cristalizados y esencia de víbora. Estos ingredientes pueden ser obtenidos de dos maneras: producidos en un caldero (más fácil y económico) o comprando a una bruja PNJ .

### Nuevos objetos y herramientas
La expansión incluye nuevos objetos de juego como un tobogán, un carrusel (tiovivo), o barras de escalar. También hay nuevos muebles como camas plegables, armarios empotrados, micrófonos de pie, alfombra de break-dance, cubos de basura, buzones, una cama vibratoria, máquinas expendedoras y muebles con temas de brujería. También hay nuevos temas para los bebés (no infantes), que es algo nuevo en Los Sims 2. También hay estanterías rotatorias, helicópteros y escobas de brujas y Además hay una super librería que te transporta de un lugar a otro. 
En el modo Construir también existen algunas novedades, como escaleras de caracol, techos, tuberías, rejillas de ventilación, calefacción, aire acondicionado y nuevos estilos de pared, suelo y puertas.

### NuevosPNJs
Entre los nuevos PNJ se incluyen mayordomos, propietarios de solares y también a otras familias con las cuales el jugador podrá interactuar de forma similar a los PNJs de la residencia de Los Sims 2: Universitarios. 

### Habilidades
Los sims pueden aprender nuevas habilidades en una estantería de libros. Entre ellas figuran la prevención de incendios, el control de la ira, el cuidado de los hijos, la felicidad para toda la vida, la fisiología y asesoramiento de parejas.

### Reputación
Una nueva característica es que todos los sims tendrán un medidor de reputación. Cuanto más amigable sea el sim con los demás, más subirá el nivel de reputación. Si es poco amigable, el casero le hará una visita al susodicho y le subirá el alquiler.

### Nueva música
La nueva expansión incluye canciones de Gabriella Cilmi, Good Charlotte, Katy Perry, Vanilla Sky y Junkie XL.

### Grupos sociales
Los Sims pueden pertenecer a distintos grupos sociales, como por ejemplo al grupo de los deportistas. Los miembros de cada grupo llevarán la misma ropa y se harán los mismos saludos entre ellos.